# ورد خشن
ورد خشن  أو ورد قوي أو ورد متين (الاسم العلمي:Rosa rugosa) هو نوع من النباتات يتبع جنس الورد من الفصيلة الوردية.